# Montecchia di Crosara
Montecchia di Crosara (velenceiül Montecìa de Crozara) település Olaszországban, Veneto régióban, Verona megyében. Lakosainak száma 4206 fő (2023. január 1.). Montecchia di Crosara Cazzano di Tramigna, Monteforte d'Alpone, San Giovanni Ilarione, Soave, Gambellara és Ronca községekkel határos.

## Népesség
A település népességének változása:
| Lakosok száma | 4347 | 4325 | 4206 |
|               | 2017 | 2018 | 2023 |